# Allikukivi
Allikukivi (Duits: Quellenstein) is een plaats in de Estlandse gemeente Saarde, provincie Pärnumaa. De plaats telt 122 inwoners (2021) en heeft de status van dorp (Estisch: küla).

## Ligging
Allikukivi ligt tussen de stad Kilingi-Nõmme en de vlek Tihemetsa. De Põhimaantee 6, de hoofdweg van Pärnu naar Valga, loopt langs het dorp.
Bij Allikukivi ligt een grottenstelsel, dat op een natuurlijke manier ontstaan is door de werking van het grondwater, de Allikukivi koopad (‘grotten van Allikukivi’).

## Geschiedenis
Allikukivi ontstond op het eind van de 19e eeuw op het landgoed van Voltveti (nu Tihemetsa) in de buurt van de textielfabriek Quellenstein, die was gesticht in 1855. Het dorp heette oorspronkelijk ook Quellenstein (in cyrillisch schrift Квелленштейнъ), na 1918 werd de naam Allikukivi. Tussen 1939 en 1977 heette het dorp Alliku.
De fabriek werd in 1894 door brand vernield; de woning van de directeur, Albert Zoepfel, gebouwd in de jaren zestig van de 19e eeuw, is wel bewaard gebleven. In het gebouw hebben een gemeenschapscentrum, een school en een bibliotheek gezeten. Sinds 2012 is het een wijnfabriek, waar vruchtenwijnen worden geproduceerd. De directeurswoning ligt in een park van 6,2 ha met 38 verschillende soorten bomen en struiken. Naast het park ligt een boomgaard die vruchten levert voor de wijnfabriek.
Allikukivi werd in 1977 bij Tihemetsa gevoegd, maar werd bij de gemeentelijke herindeling in het najaar van 2017 weer een zelfstandig dorp onder de oude naam Allikukivi.
In 1893 werd in Allikukivi het station Quellenstein aan de spoorlijn van Pärnu naar Mõisaküla geopend. Tussen 1919 en 1940 heette het station Voltveti, daarna Tihemetsa. In 1981, na de ombouw van smalspoor naar breedspoor, werd het verplaatst naar het grondgebied van Leipste ten zuiden van Tihemetsa. Het sloot in 1996.

## Foto's

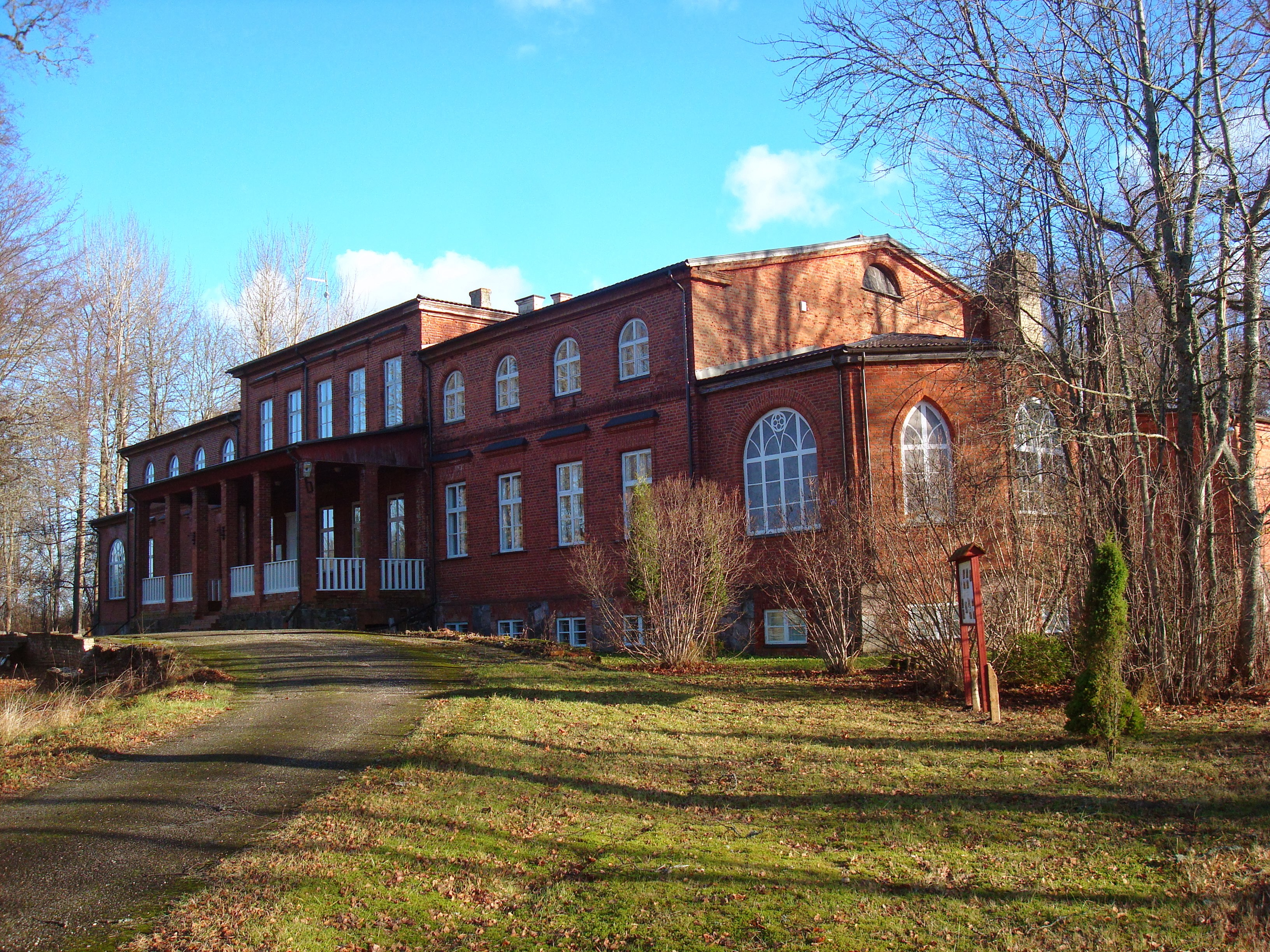
De directeurswoning, voorzijde
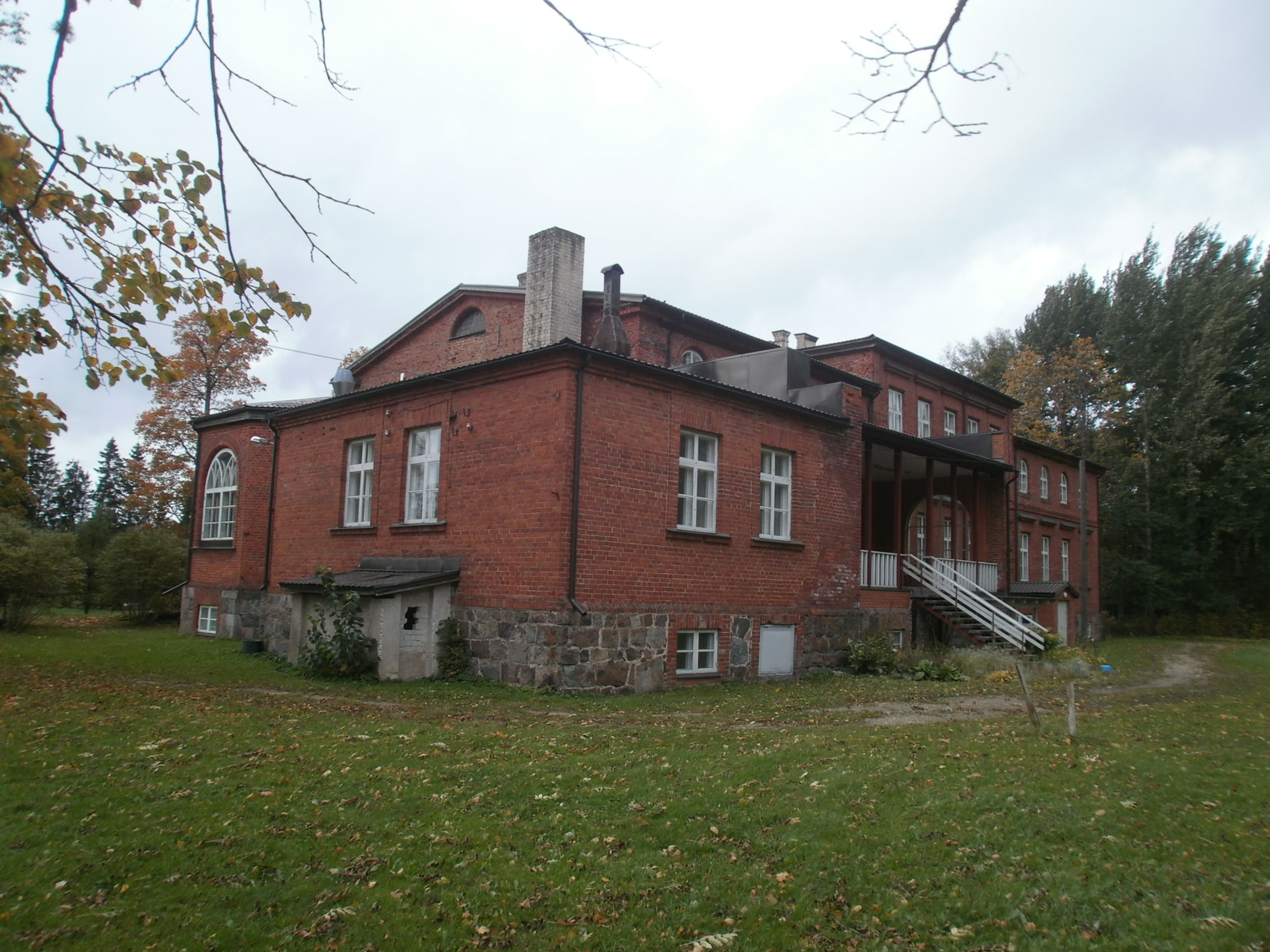
De directeurswoning, achterzijde
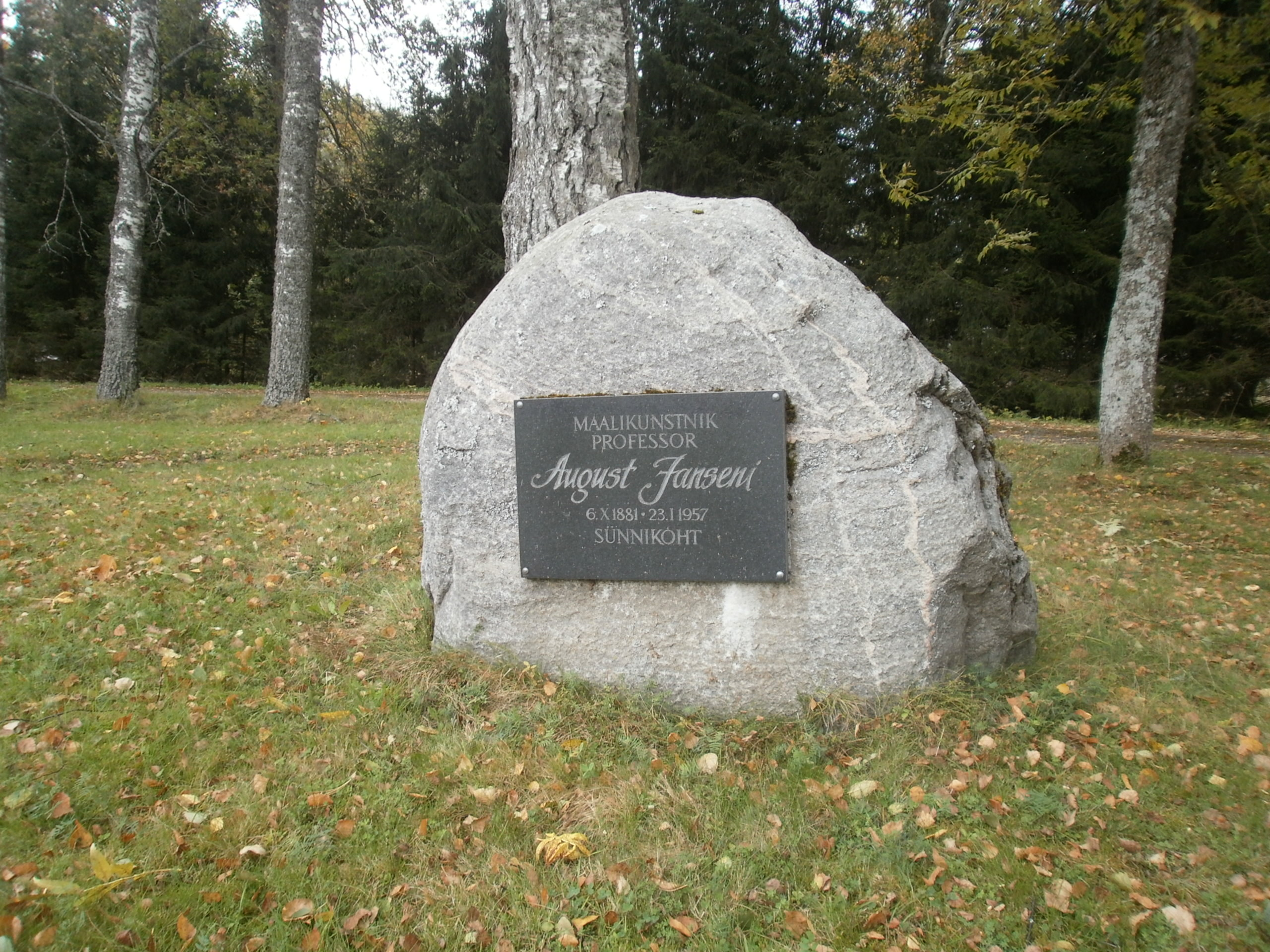
Gedenksteen in het park voor de kunstschilder August Jansen (1881-1957), geboren in Allikukivi
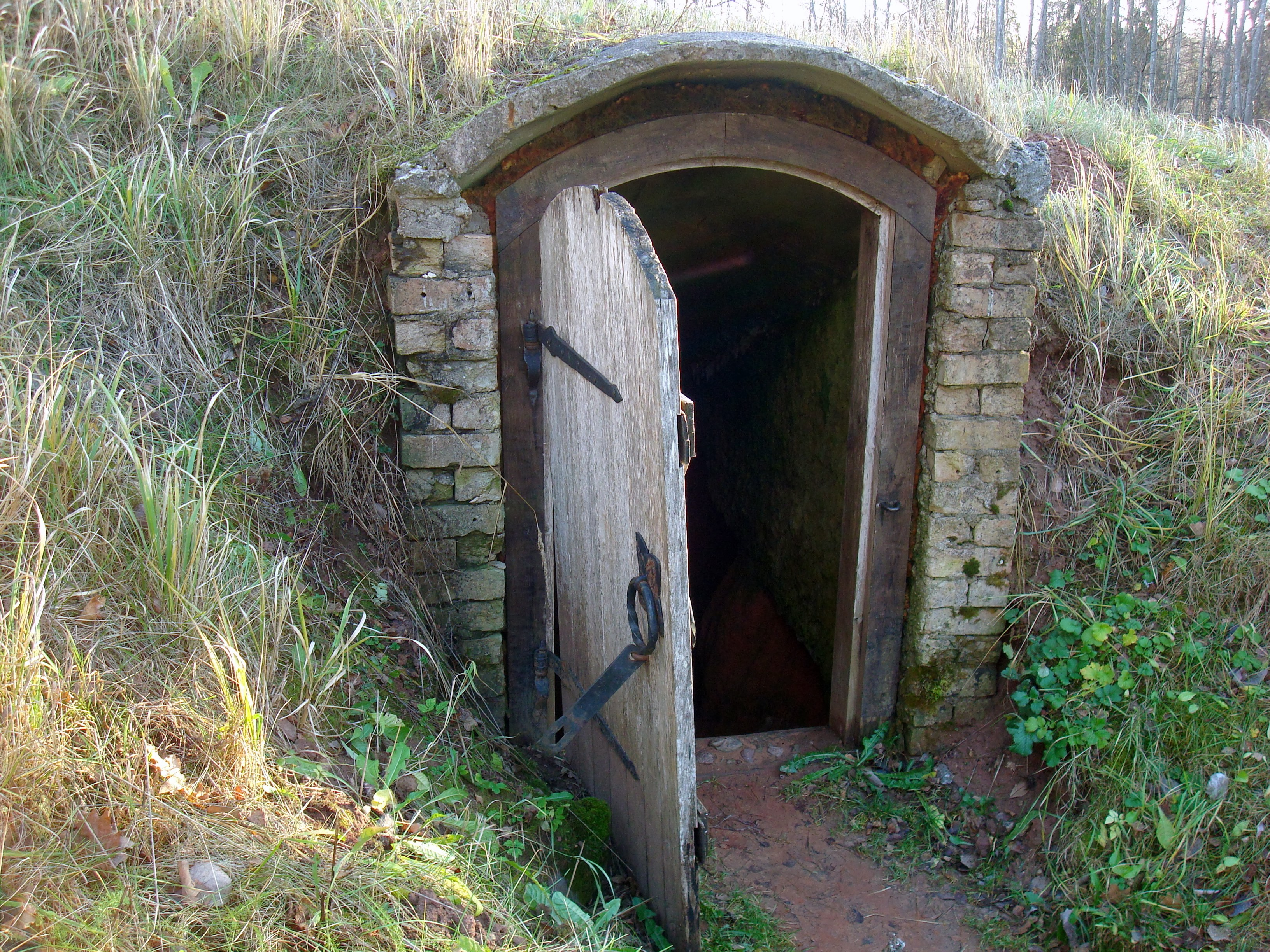
De ingang van de grotten
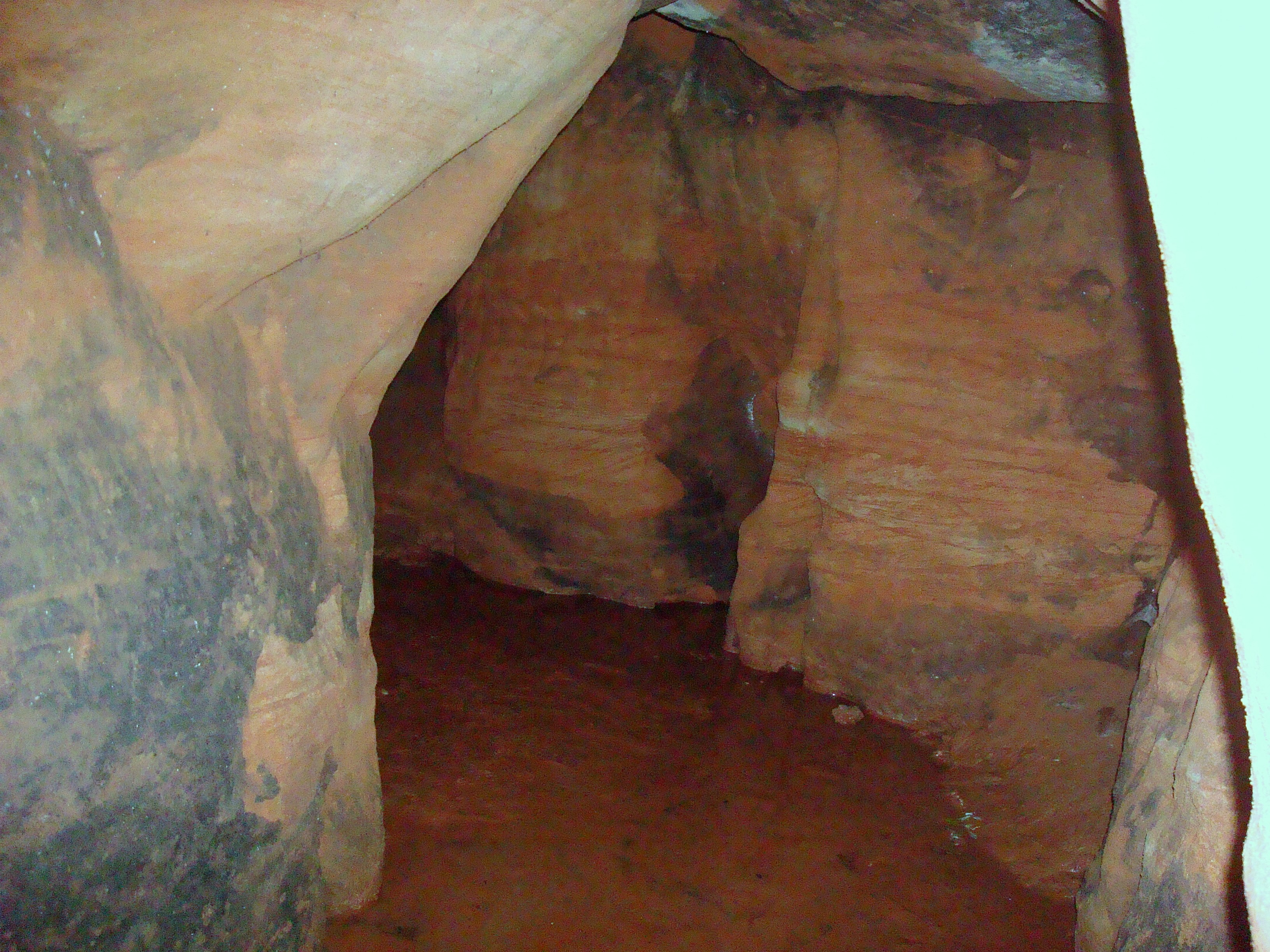
Interieur van de grotten